# Josef František Karas

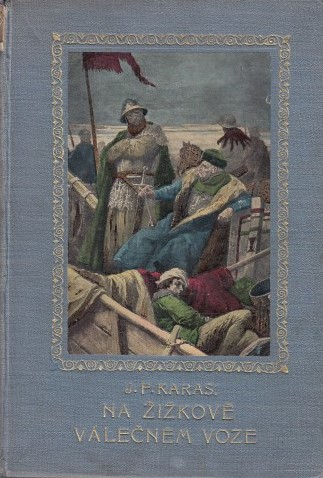
J. F. Karas: Na Žižkově válečném voze (obálka Věnceslav Černý, 1923)

Josef František Karas (4. prosince 1876, Tišnov – 9. února 1931, Dluhonice) byl moravský novinář a spisovatel historických románů, přezdívaný Moravský Jirásek.

## Život

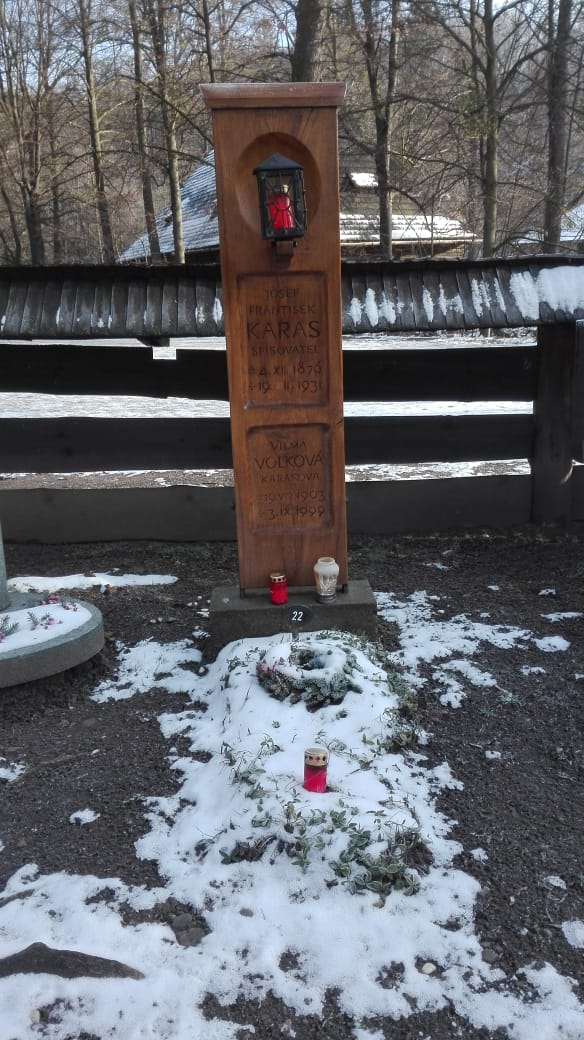
Hrob Josefa Františka Karase a dcery Vilmy Volkové

Narodil se v rodině tkalce Josefa Karase (1840–1922) a jeho manželky Kateřiny, rozené Klinkáčové (1933–1891).
Zájem o historii v něm probudil už ve škole v Tišnově učitel dějepisu. V letech 1889–1891 studoval na gymnáziích v Brně (z I. gymnázia přestoupil na II. brněnské gymnázium); po dvou letech, kdy dobře prospíval z dějepisu a latiny, ale z dalších předmětů mu hrozilo propadnutí, studium ukončil. Protože mu zemřela matka a příbuzní odmítli ho dále podporovat, musel se živit sám. Učil se zámečníkem a knihařem, roku 1893 odešel do Prahy. Zde se stal stavebním úředníkem a současně se vzdělával v knihovnách a archivech. Pokoušel se psát, ale své pokusy pálil, i když ho Jaroslav Vrchlický pobízel k další práci. V době pražského pobytu se přátelil i s Jakubem Arbesem. V roce 1896 se vrátil do Tišnova, kde přijal zaměstnání v advokátní kanceláři. Poté, co utratil dědictví po matce, byl jako pobuřující element z Tišnova vyhoštěn a přijal místo v mramorových lomech v Nedvědici.
Roku 1900 se v Moravských Knínicích oženil se svou celoživotní partnerkou Františkou Nasadilovou († 1939 Hutisko-Solanec), se kterou měl dceru Vilmu Volkovou a syna. Dcera byla spisovatelka a národopisná pracovnice, věnující se moravskému Valašsku. Po třech letech bez zaměstnání byl v letech 1904–1914 redaktorem různých moravských periodik; poté žil v Hutisku jako spisovatel z povolání, redaktorem se opět stal roku 1919.
Moravská města Tišnov, Brno, Moravská Ostrava, Olomouc, Valašské Meziříčí, Kroměříž, Přerov jsou životními stanice jednoho z nejoblíbenějších moravských spisovatelů. Od roku 1926 pobýval osaměle v Dluhonicích. V letech 1912–1913 a 1924–1931 byl členem Moravského kola spisovatelů. Zemřel v Dluhonicích, byl slavnostně pohřben v Přerově, jeho ostatky byly roku 1982 přemístěny na Valašský Slavín.

### Posmrtné připomínky
- V roce 1961 byl František Josef Karas jmenován čestným občanem Tišnova in memoriam[6]
- Karasovo divadlo, amatérské divadlo v Tišnově, nese spisovatelovo jméno od roku 1950[8]
- František Josef Karas je od roku 1982 pohřben na Valašském Slavíně, do společného hrobu byla později uložena jeho dcera Vilma Volková
- Obecní knihovna v Hutisku–Solanci nese od roku 1932 jméno Karasova, na budově bývalé školy je pamětní deska.[9]

## Dílo
Z rozsáhlého Karasova díla (databáze Národní knihovny ČR uvádí 232 položek [roku 2022]) jsou nejtypičtější historické romány, povídky a divadelní hry odehrávající se na Moravě (především na Valašsku a v okolí Brna), případně díla, která se na Moravě neodehrávají, ale jejich hrdinou byl Moravan. Studiem doby a snahou vychovávat navazoval na Jiráska, dobrodružný děj byl inspirován díly Waltera Scotta, Alexandra Dumase a Henryka Sienkiewicze.
Psal též pod pseudonymem Karel Tišnovský.

### Knižní vydání (výběr)
- Švédové u Brna: historický román – Brno: Vilém Burkart, 1907
- Hořké časy: historický román ze švédské vojny – Moravská Ostrava: Moravsko-slezská revue, 1911
- Slezské melodie – Praha: Karel Ločák, 1911?
- Waldštejnův tábor: román o vojnách a utrpení – Brno, nákladem vlastním, 1912
- Zapomenutý: román z dob napoleonských – Brno: příloha Nových illustrovaných listů, 1914
- Před Husem a po Husovi – Praha: František Švejda, 1914
- Do čtyř artikulů: román z doby husitské – Praha, František Šimáček, 1915
- Paní snů: torso většího románu – Pacov: Přemysl Plaček, 1915
- Na vlnách Adrie: román ze šestnáctého věku – Vídeň, Vídeňská matice, 1917
- Česká vojna: 1618–1620 – Praha: F. Švejda, 1917
- Vetřelec: povídka o zvířatech na vsi – Pacov: P. Plaček, 1917
- Záplava: román z doby husitské – Praha: Bedřich Kočí, 1919
- Starosvětští lovci: humoristický snímek – Praha: Jan Kotík, 1920
- Archa proti arše: román z dob husitských – Praha: B. Kočí, 1922
- Smil Klát, rytíř bez bázně a hany: román z 15. věku – Praha: Josef Richard Vilímek, 1922?
- Tajemná hlubina: román ze XVI. století – Praha: B. Kočí, 1922
- Na Žižkově válečném voze – Ilustroval Věnceslav Černý. Praha, J. R. Vilímek, 1923
- Mračno: román z let předbělohorských – Praha: B. Kočí, 1923
- Valdštýnův tábor: román ze sedmnáctého věku – Praha: B. Kočí, 1923
- Z temných dob: hrst povídek ze 17. až 19. věku – Praha: Josef Svátek, 1923
- Ondra Foltýn: román z osmnáctého věku – Praha: B. Kočí, 1924
- Pod kosou: epopee z časů švédských vojen – Praha: B. Kočí, 1924
- Polský čert: pět slezských povídek – Praha: B. Kočí, 1924
- Hasnoucí půlměsíc: román ze XVII. věku – Praha: B. Kočí, 1925
- V soumraku: hrst povídek z časů pobělohorských – Praha: B. Kočí, 1925
- Vichři: román – Praha: J. R. Vilímek, 1925
- Portášské historie: črty z XVIII. věku – Praha, B. Kočí, 1926
- Suchý čert a divoký sokol: román z patnáctého věku – ilustroval Josef Wenig. Praha: Sfinx, 1926
- Kantorovy trampoty: román z časů husitských válek – ilustroval Věnceslav Černý. Praha: J. R. Vilímek, 1927
- Bitva u Moháče: román z XVI. věku – Praha: Novina, 1931

### Posmrtná vydání (výběr)
- Když se mrtví vracejí: román – nakladatel neznámý, 1936
- Kamení: povídky a nálady – Praha, F. Švejda, 1938
- Ondra Foltýn: román z osmnáctého věku – Praha: Za svobodu, 1946 a Ostrava: Profil, 1985
- Velká Morava: Historický obraz časů Methodějových – Opava, Ad. Tománek, 1947
- Tišnov mého dětství a mládí: výběr z rukopisných pamětí – Tišnov: Městský národní výbor, 1981
- Strašidla: román z časů pobělohorského temna – Slavičín, Město Slavičín, 2004

### Divadelní hry (výběr)
- Kosové: čtyřaktová veselohra – Praha, Švejda, 1912
- Bulharsko vítězící: hra o vojně na Balkáně v pěti obrazech – Praha, Švejda, 1913
- Zakletý princ: loutková hra o 3 jednáních. Praha: P. Plaček, 1916
- Kostnické plameny: historická hra o životě a utrpení Mistra Jana Husa ve 3 obrazech – Praha, Švejda, 1918
- Bělohorská mračna: historická hra o čtyřech dějstvích – Praha, F. Švejda, 1920
- Mučedník Brixenský: hra ve 4 obrazech ze života Karla Havlíčka Borovského – Praha, F. Švejda, 1921?
- Náš pan Franc: žertovná hra z robotných časů o 4 dějstvích – Praha, F. Švejda, 1924

### Filmografie
- Na Žižkově válečném voze – český film pro mládež z roku 1968 na námět stejnojmenného románu Josefa Františka Karase; režie Milan Vošmík, hráli např. Jan Kraus (Sulík), Ilja Prachař (Jan Žižka z Trocnova)